# Chinatown (San Francisco)

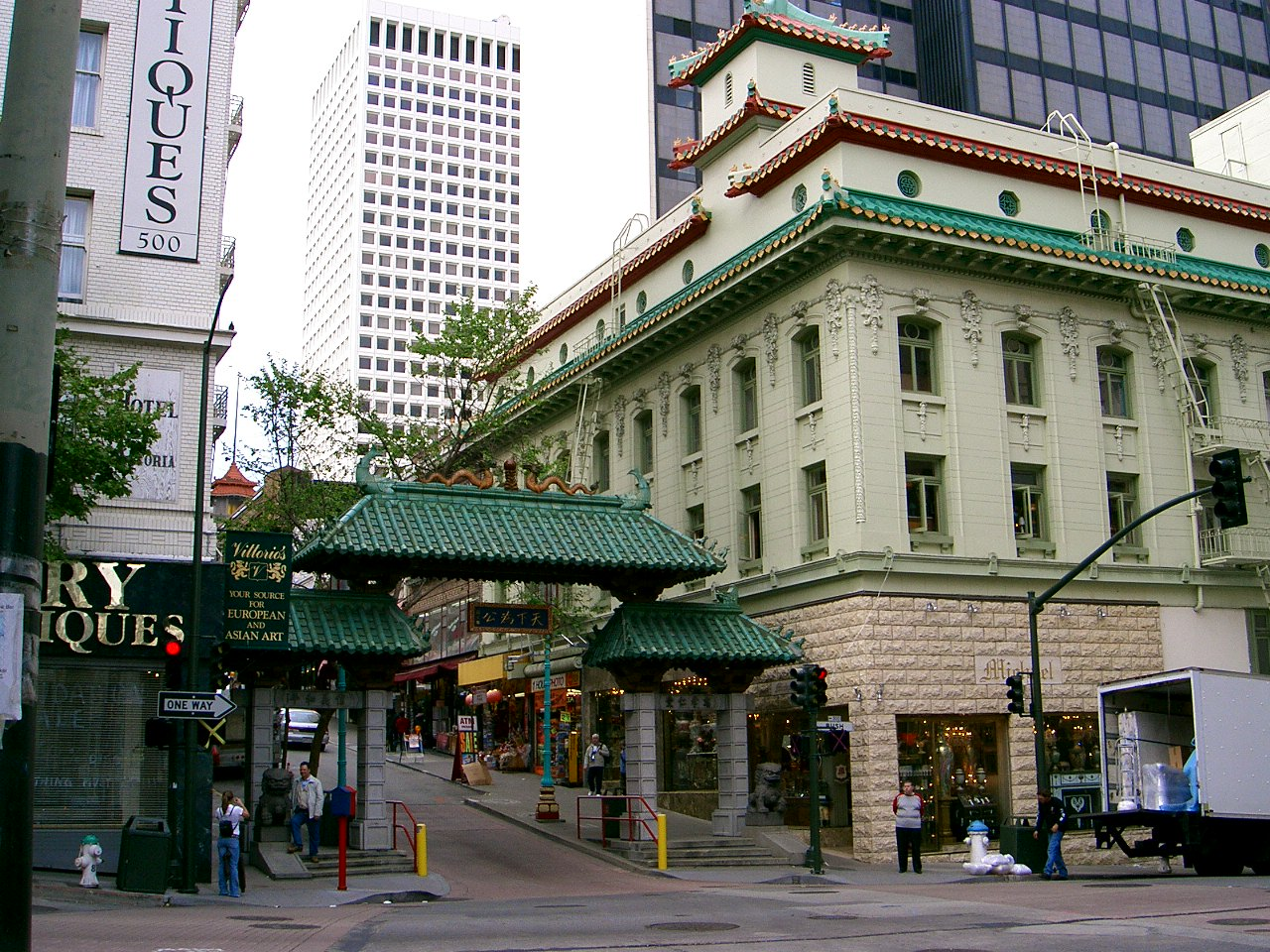
La Puerta del Dragón en la avenida Grant en Chinatown.

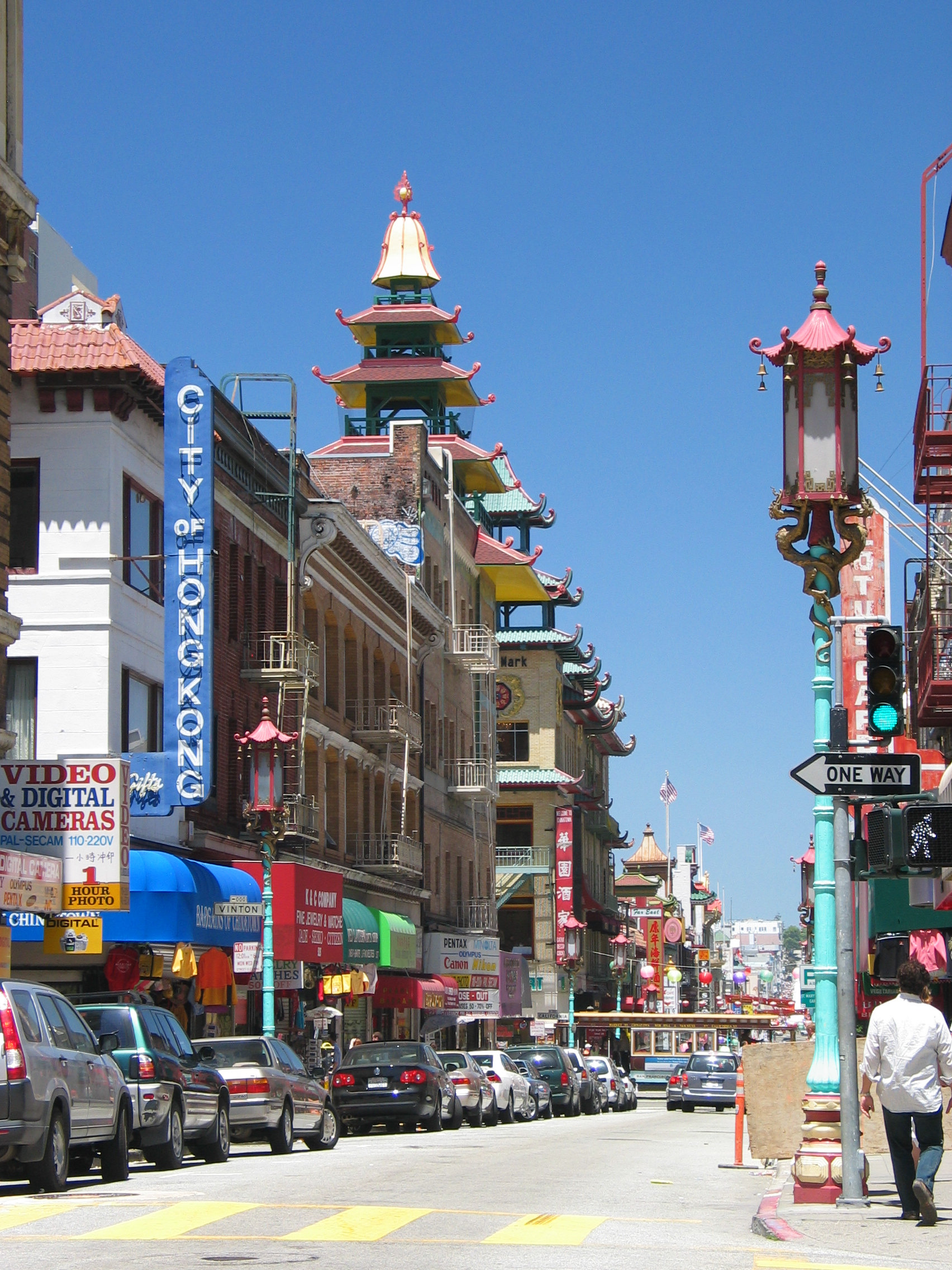
Avenida Grant en Chinatown.

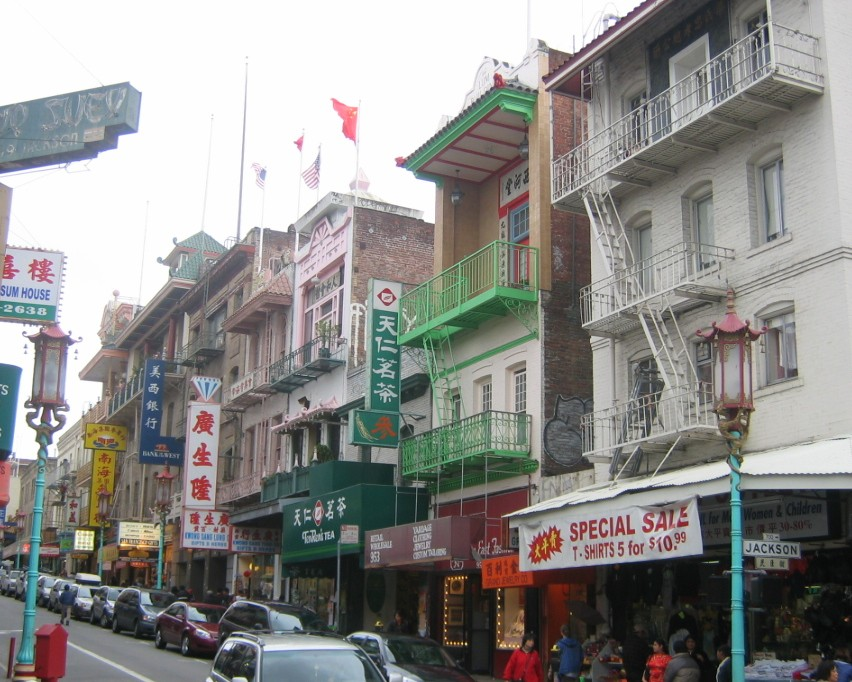
Chinatown de San Francisco.

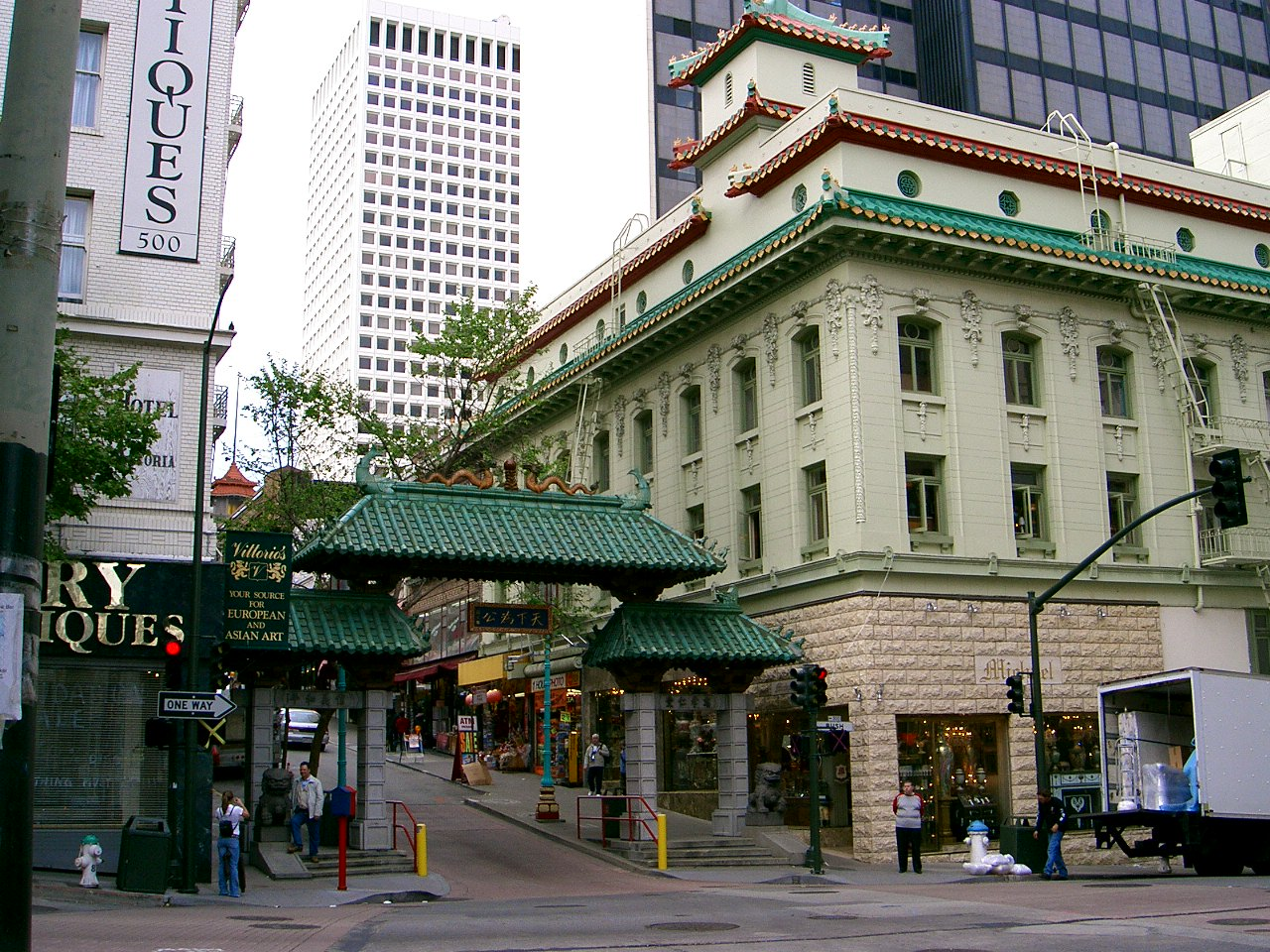
Chinatown de San Francisco.

El Barrio chino de San Francisco (en chino:唐人街, en pinyin: tángrénjiē, jyutping: tong4 jan4 gaai1) es el barrio chino más antiguo en América del Norte y la comunidad china más grande fuera de Asia. Desde su creación en agosto de 1850, durante la fiebre del oro de California, ha sido muy importante e influyente en la historia y cultura de los inmigrantes chinos en los Estados Unidos y Norteamérica. Además de ser un punto de partida y hogar de miles de inmigrantes chinos, es también una atracción turística importante, por sus tiendas, restaurantes y atracciones que atraen a más turistas al año al barrio que al Puente Golden Gate.
Chinatown ha constado tradicionalmente de los barrios de North Beach, y Telegraph Hill, lindando con las calles Bush, Taylor, Bay y el océano Pacífico. Oficialmente, Chinatown está ubicado en el centro de San Francisco, y coincide con cinco códigos ZIP. Chinatown está dentro de una zona de aproximadamente una milla de largo por 1.34 millas de ancho. La frontera actual es de la calle Montgomery, la avenida Columbus y el distrito financiero de la ciudad en el este, y la calle Union y North Beach en el norte. El sureste está limitado por la calle Bush con Union Square.
En Chinatown, hay dos vías principales. Una de ellas es la avenida Grant (都板街), con la Puerta del Dragón (conocido como "Chinatown Gate" en algunos mapas) en la esquina de la calle Bush y la avenida Grant; la Plaza de Santa María con una estatua de Sun Yat-sen; un monumento de guerra a los veteranos de la guerra china; y tiendas, restaurantes y pequeños centros comerciales. La otra, la calle Stockton (市德頓街), es menos frecuentada por los turistas, y presenta un auténtico aspecto chino, recordando a Hong Kong, con sus productos y mercados de pescado, tiendas y restaurantes.
Un importante punto focal en el barrio Chino es la plaza Portsmouth. Debido a que es uno de los pocos espacios abiertos en Chinatown, en Portsmouth Square se puede ver a gente practicando Tai Chi y a ancianos jugando al ajedrez chino. Una réplica de la Estatua de la Democracia utilizada en las protestas de la Plaza de Tian'anmen fue construida en 1999 por Thomas Marsh y se encuentra en la plaza. Está hecha de bronce y pesa aproximadamente 600 libras (270 kg).